# Fiscal (Spanien)
Fiscal ist ein spanischer Ort und eine Gemeinde im Norden der Provinz Huesca der Region Aragonien. Die Gemeinde gehört zur Comarca Sobrarbe. Fiscal hat auf einer Fläche von 170 km² im Jahre 2024 379 Einwohner.

## Geographie
Fiscal, das sich am linken Ufer des Ara befindet, ist über die Nationalstraße N-260 zu erreichen.

## Gemeindegliederung
Zur Gemeinde gehören neben dem Hauptort Fiscal folgende Dörfer: Albella, Arresa, Borrastre, Jánovas, Javierre de Ara, Lacort, Lavelilla, Lardiés, Ligüerre de Ara, Planillo, San Felices de Ara, San Juste, San Martín de Solana und Santa Olaria de Ara.

## Baudenkmäler

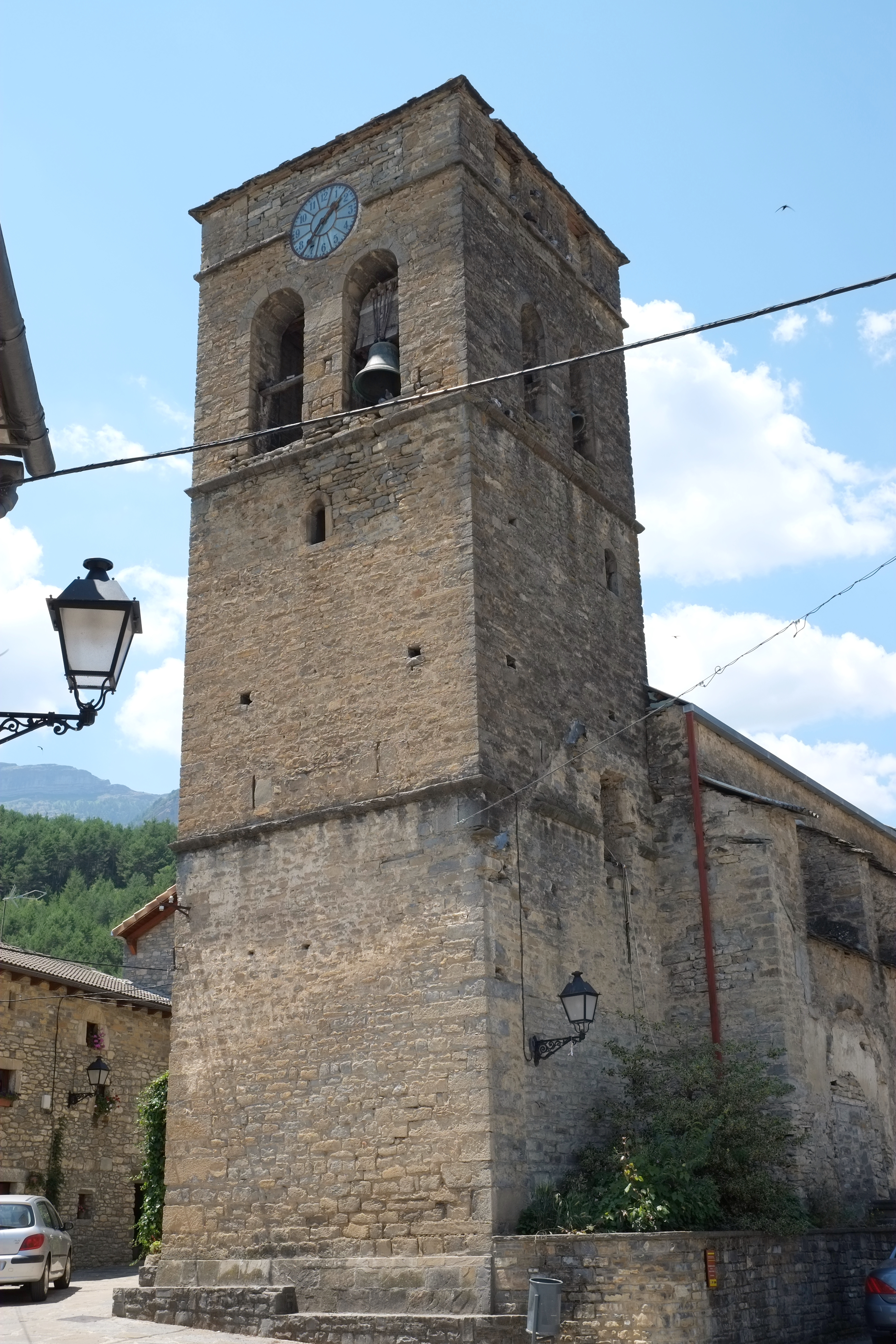
Iglesia de la Asunción

- Pfarrkirche Iglesia de la Asunción (Bien de Interés Cultural)
- Kirche San Bartolomé in Borrastre (Bien de Interés Cultural)
- Kirche San Miguel in Jánovas (Bien de Interés Cultural)
- Iglesia de la Asunción in Javierre de Ara (Bien de Interés Cultural)
- Iglesia de la Asunción in Ligüerre de Ara (Bien de Interés Cultural)